# Alexandr Rou
Alexandr Arturovič Rou (rusky Александр Артурович Роу, anglicky také psán jako Alexander Rowe;24. února 1906 Sergijev Posad – 28. prosince 1973 Moskva) byl sovětský filmový režisér, specializující se na pohádkový žánr. Jedním z jeho filmů je populární Mrazík. 

## Život
Jeho otcem byl irský inženýr Arthur Rowe, který přijel do Ruska stavět mlýny; matka byla řeckého původu. Alexandr od 20. let 20. století působil v agitačním divadle, v letech 1931–1934 absolvoval filmovou školu, roku 1939 natočil svůj první film Vasilisa Překrásná. V roce 1968 obdržel titul národního umělce Ruské sovětské federativní socialistické republiky.

## Výběr z díla
- Kocour v botách (1958)
- Království křivých zrcadel (1963)
- Mrazík (1965)
- Oheň, voda a lstivé úklady (1968)